# De vloer op jr.
De vloer op junior (jr.) is een Nederlands televisieprogramma van Human begonnen in september 2012, opgenomen in het Bimhuis te Amsterdam met livepubliek. Het programma is een spin-off van De vloer op.
Per aflevering worden drie ronden gespeeld. De regisseur (2012-2015: Leopold Witte, 2016-2018: Yannick Van de Velde, 2019-heden: Nils Verkooijen) wijst uit een per aflevering wisselende groep aanwezige acteurs twee spelers aan, en draagt hen, pas op dat moment, een reëel thema of dilemma op dat scenaristen van tevoren aangedragen en uitgewerkt hebben. De acteurs mogen vervolgens zelf wat kleding en/of attributen uitzoeken en beginnen vervolgens direct zonder onderlinge afspraken aan de improvisatie. De uitkomst is de ene keer zeer humoristisch, dan weer is het zeer treffend en emotioneel. De presentator bepaalt wanneer de ronde eindigt ('oke, tot hier'.)

## Afleveringen
Seizoen 2012
1. Wil je vechten, kom dan!, Waar zit ie dan, die aura?, Gewoon weg weg
2. Jij denkt nooit aan ze, Nu kiezen!, Je bent een leuke jongen
3. Dat heet toch pedo?, Je bent toch m’n moeder
4. Je kan me vertrouwen, Ik voelde die kunst, Als ze boos zijn op me
5. Ik wilde je pakken, Dat gaat niet gebeuren, Ik was 't niet mam
6. Ik ga niet meer terug, U bent toch die ene…?, Je hebt 't al verprutst
7. Nou, Mister Beats.., 't moet uit!, Dat moest van Sjonnie
8. Is ook lekker dan, Hobbeltjes in 't leven, Ik heb geen geld
9. Ik ben niet perfect, Hebben wij een relatie? Slaapt 'ie niet?
10. 't Is wel mijn vader, Ik ben de hoofdrol, Omdat jij m'n moeder bent

Seizoen 2013
1. Vind jij me mooi? Als je wegloopt, God zit jij op tennis?
2. Iets met piemel of zo..., Koe ga uit m'n hoofd, Wat voor stijl heb jij?
3. Ik ben niet meer jouw dochter, Ik ga niet naar Marokko, Ik was bij Kees
4. Pa, je ziet er belachelijk uit, Nou, lekker gezellig dan, Mama! Mama!
5. Ik ben verliefd op een jongen, man, Ik ga dus naar de gevangenis, ik wil niet dat iedereen het weet
6. Dansles is papa-les, Ik wil gewoon mezelf zijn, Mam doe niet zo eng
7. Mag ik alsjeblieft naar huis?, Ik hou van mijn billen!, Misschien wil ik niet de beste zijn
8. Ik zal het echt nooit, nooit meer doen, Onzin, zoiets doet hij niet, Prima dat je alzheimer hebt
9. Dus jij wil van me af? Ik had wel wat gedaan!, Blijf bij mij
10. Jij weet niet wat liefde is, Bent u helderziend, Jij bent de saaie papa

Seizoen 2014
1. Rot op naar je eigen land, Weet jij hoe duur een kind is?, Volgens mij is hij vaak dronken.
2. Ons geloof? Jouw geloof, pa! Ik ben tevreden met mijn penis. Het leven is niet leuk.
3. Bevalt onze wc een beetje? Jij bent een puber-kut-kind. Ik ben niet onhandelbaar.
4. Ik ben verliefd... op jou. Het was gewoon verdiend. Waarom mag jij wel?
5. Troetel je nieuwe kind maar. Vieze vuile homo. Ik wil echt alleen zijn.
6. Lekker comazuipuhhh... Je heb 't toch zelf verkloot. Ik schaam me voor je.
7. Loverboys herken je meteen. Papa, wie is dit? Ik voel de magie al.
8. Denk je dat ik lesbisch ben? Boe..oerekool!! Ik wil die scheet niet doen.
9. Ik ben een jager, opa. Maar je bent toch dood? Ik wil er gewoon bij horen.
10. Ik wil zelf beslissen. Ik ga je missen. Ik ben het vergeten.

Seizoen 2015
1. Voor mij ben je een nummer, Tu es ma mère, Je moet iedereen neerknallen.
2. Jammer dat ik je niet kan zien, Hoelang heb je verlof?, Je moet de aap in jezelf zoeken.
3. Ik plaste op de manier zoals jij plast, Jouw zoon pest mij, Wij zijn toch familie?.
4. Ik wil jou niet verliezen, Papa is niet de enige die het wil, Je kan je kind niet dwingen
5. De Love Doctor, Dit is 'de fout ingaan', Weg Satan!
6. Ik ga naar Zuid-Afrika, Ben je figurant of crimineel?, De Wonderman
7. Ik ben bang, Ik wilde ze later terugbetalen, Ik zoek een vaderfiguur
8. Wat voor moeder ben je dan?!, Ze sloegen me in elkaar, Je bent hier beestelijk in
9. Ik dacht aan mama..., Ik hou van Meral, Ik ben ik en niet jullie...
10. Weet u waar mijn vader is?, Je hebt je voorgedaan als iemand anders, Je kunt het niet een boek noemen

Seizoen 2016
1. Komt u nou moeilijk uit uw woorden, Dus jij hebt gelogen, Hij hield toch wel van me?
2. Ik wacht op mijn vader, We halen de oorlog binnen, Ik heb je vaders hart man, sorry
3. Jij bent echt vies, Jij gaat mij nu de les lezen
4. Ik schaamde me nogal voor jou, Ik ben hier echt.. echt klaar mee, Probeer je hier maar uit te lullen
5. Ze hebben Tom heel erg gepest, Gun me gewoon een beetje geld, Je woont met een flikkertje
6. Ja natuurlijk, ze zoeken geluk, Ik doe dat toch voor hem, Ik vind 't een verwend nest
7. Ik wil gewoon kok worden, Ik wil ook een keer een frietje halen, En toen kwam de tong
8. Jij bent een beetje teveel, Jij laat mij toch in de steek, Hij zat aan m'n kont
9. Een jonge navel, mijn vader is verliefd op jou, ik dacht dat we sexy dingen gingen doen
10. Is liefde ook porno, 't is uit, ! Ik wil gewoon mijn fucking wiet

Seizoen 2017
1. Levende wezens, Blauw goud, Niet fijn
2. Hoer, Aandacht, Boos
3. Moeder, Weg, Hokje
4. Vreemdgaan, Stokkies afpakken, Gay?
5. Weggooien, Foto's sturen, Plat en groen
6. Echt stom, Met jou mee!, Wereld gered
7. Verliefd, Sterven, Al die wijven
8. Meer ballen hebben.., Mijn enige vriendin, Lekker..
9. Hoe oud?, Stelt niks voor, Fucking lot
10. Bekken, Tong, Aap

Seizoen 2018
1. We hebben gezoend, jij speelt een loverboy??, 1 minuut, ik vind het lastig dat je blind bent
2. Wat hebben we gelachen met die rolstoelen,  Er is helemaal geen hel, 1 minuut, Ik ben een YouTube-hit
3. Leek ze op mij?, Relax, het komt gewoon goed, Die tokus mag in de broek blijven
4. Misschien wil ik wel met een gast met bril op date, Dus ik heb een racistische moeder, ik wil niet dat je mijn leven online gooit
5. Weg met die BH’s joh, Daar ging ik wel wat te ver, Je hebt het over kunstkontjes
6. Vertel iets over papa, Maar d’r zit geen hond aan, Vind je dat ik te dik ben?
7. Ik heb niks gedaan, Ik wil dat oma hier blijft, En je laat ons gewoon in de steek
8. Omdat jij overal scheten laat, Doe 's effe niet zo hysterisch, Mijn broertje is toevallig nierdonor
9. Kijk hij was wel in één keer dood, Je hebt geen vinger uitgestoken, Je gaat gewoon weg
10. Je bent er nooit!, Ik vind het gewoon niet kunnen dit, Omdat er niemand was zoals ik

Seizoen 2019
1. Niet mijn vader, welk honk? Hoeveel kinderen?
2. Lingerie challenge.com, Geen f*cking babysit nodig, Gezien..in lingerie
3. Stop met drinken, Krijg ik nu... likes? Ik heb hier niemand anders
4. Instagram is niet je leven, Kleur boeide je neit, Waar schaam jij je voor?
5. Hij sloeg op je billen, Het staat op film, hé, 't is MIJN vriendin, pap
6. Kan jij moonwalken? Dus jij gelooft in Allah? Doe je het al?
7. Geld maakt gelukkig!, Absoluut geen papa-materiaal, Liefde heeft geen leeftijd
8. Ik ga niet, Ik heb jou, Ulli en de bollenvelden
9. Slettebak, Ik ga echt als een speer, Je ziet me niet
10. Ze pikken onze banen in, Is het goed spul? Ben je een mislukt acteur?

## Acteurs
De scènes worden gespeeld door jonge acteurs, volwassen rollen worden gespeeld door acteurs en actrices uit de volwassen de vloer op.
De volgende acteurs zijn een of meerdere malen te zien geweest in De vloer op junior:
- Achmed Akkabi
- Esmee Baerts
- Febe Bakema
- Shilo Barihuta
- Pauline Bas
- Scott Beekhuizen
- Aiko Beemsterboer
- Floor Blommestijn
- Lobke de Boer
- Sil Bosch
- Rosanne Botland
- Nora Ait Boubker
- Joes Brauers
- Thor Braun
- Maas Bronkhuyzen
- Emma de Bruijn
- Tygo Bussemakers
- Guy Clemens
- Nasrdin Dchar
- Davey Driessen
- Saar Ellerbroek
- Mirle van Geest
- Davy Gomez
- Eva Van Der Gucht
- Shahine El Hamus
- Sanne den Hartogh
- Jannes Heuvelmans
- Fabian Jansen
- Wendell Jaspers
- Emma Josten
- Job Key
- Joost Koning
- Juna de Leeuw
- Babbelot Leeman
- Tommy van Lent
- Mirre Licht
- Lotje van Lunteren
- Frederik von Maltzahn
- Mara Marsman
- Koen van der Molen
- Fiep Mulderije
- Idriss Nabil
- Michael Nierse
- Noah de Nooij
- Bob Ott
- Sam Peetz
- Stijn van der Plas
- Daantje van der Poel
- Claire Porro
- Teuntje Post
- Roan Pronk
- Anna Raadsveld
- Samuel Beau Reurekas
- Nidal Van Rijn
- Margôt Ros
- Gijs Scholten van Aschat
- William Spaaij
- Jeroen Spitzenberger
- Shavelly Starke
- Isabelle Stokkel
- Teun Stokkel
- Bram Suijker
- Nuria Tabak
- Saskia Temmink
- Teun Truijen
- Yannick van de Velde
- Yassin van Veenendaal
- Nils Verkooijen
- Stefan de Walle
- Robin Welten
- Lieke Westerveld
- Dorus Witte
- Leopold Witte
- Mylène Waalewijn
- Bilal Wahib
- Juul Wijdekop
- Faas Wijn
- Amber Woortman
- Myron Wouts
- Julia Zandvliet
- Anne Marjan Zwaan